# Kocour v botách

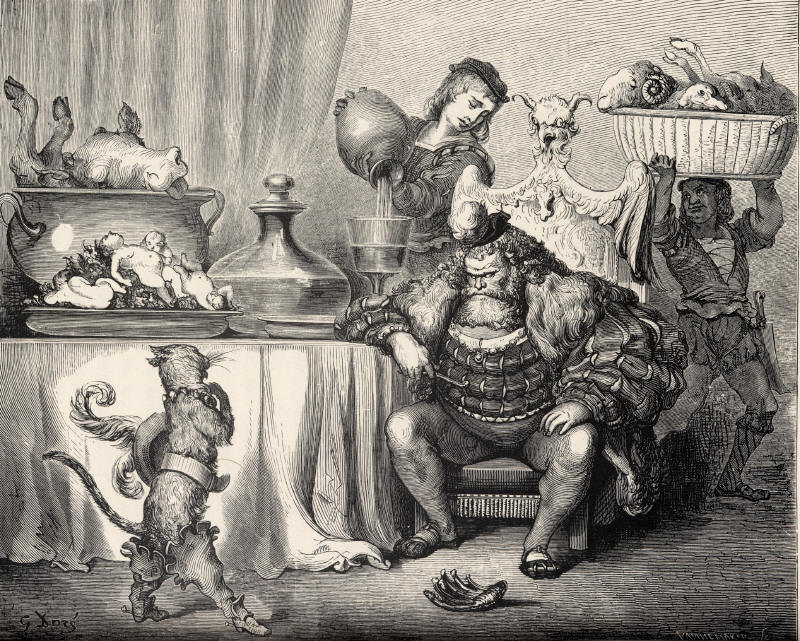
Ilustrace k pohádce; Gustave Doré

Kocour v botách, celým názvem Pan Kocour aneb Kocour v botách, je původem italská pohádka populární v celé Evropě. Poprvé ji vydal v polovině 16. století Giovanni Francesco Straparola, nejvíce se proslavila francouzská verze z konce 17. století ze sbírky pohádek od Charlese Perraulta.

## Děj
Chudý mlynář má tři syny. Jednoho dne cítí, že už leží na smrtelné posteli, a tak se rozhodne rozdat svůj chudý majetek synům. První si vybírá nejstarší, který zvolí samozřejmě mlýn. Druhý osla a na nejmladšího zbude kocour. Prvnímu a druhému synovi se daří, nejstaršímu mlýn prosperuje tak, že se stává bohatým a váženým občanem a prostřední si také rozhodně nežije v bídě. Jen nejmladšímu se neustále nedaří, inu co taky s kocourem? Potkává ho stále větší bída, a tak se rozhodne kocoura prodat. Tu kocour promluvil lidským hlasem: „Neprodávej mě, můžu ti být k užitku a pomoct ti ke slávě a bohatství. Stačí, když mi koupíš boty a oblek.“ Mlynářův syn tedy svolí a čeká, co se bude dít.
Kocour na poli uloví dva zajíce, strčí je do pytle a pospíchá ke královskému dvoru. Tam je ukáže králi. Král se podiví nad tak vzácným darem a zeptá se od koho je. No přece od mého pána. Další den uloví dvě koroptve, jindy zas zajíce, a pokaždé s tím pospíchá ke královskému dvoru. Asi za týden se rozhodl král vyjet si na malou projížďku. Najednou je zastaví kocour v botách a naléhavě je prosí, aby zastavili, protože se jeho pán topí. Vojáci zatím nic netušícího mlynářova syna vytáhli z vody. Kocour začal okamžitě naříkat: Ach ne, mému pánovi ukradli šaty, nemáte nějaké náhradní? Vojáci okamžitě přispěchali s novými šaty, přitom mu stačil ještě kocour pošeptat, aby se hlavně ničemu nedivil. Cestou potkávali rolníky, kteří hráli mlynářovy poddané, protože jim tak kocour přikázal.
Mezitím kocour dorazil k hradu, ve kterém bydlel zlý lidožrout (podle jiných verzí čaroděj či černokněžník), který zrovna obědval. Kocour ho pozdravil a přitom se ho zeptal, jestli je pravda, že se umí proměnit v jakékoli zvíře na světě. Lidožrout se jen zachechtal a proměnil se ve lva. A kocour se ho zeptal, jestli se dokáže proměnit i v myš, lidožrout se v ní proměnil a kocour ho spolkl. Mlynářův syn tak získá lidožroutovo bohatství a vezme si královu dceru.